# Квітка-Основ'яненко Григорій Федорович
Григо́рій Фе́дорович Кві́тка-Основ'я́ненко (18 (29) листопада 1778, Основа, нині в межах Харкова — 8 (20) серпня 1843, Харків) — український прозаїк, драматург, новинар, літературний критик і культурно-громадський діяч. Засновник художньої прози та жанру соціально-побутової комедії в класичній українській літературі.
Твори письменника утверджували високі морально-етичні якості людини з народу, відіграли помітну роль у розвитку української мови. Як письменник, видавець, літературний критик і публіцист захищав художні можливості української літературної мови.
Брав участь у заснуванні професійного театру в Харкові (1812), у виданні першого в Україні журналу «Українскій Вісник» (1816–1817), сприяв виданню альманаху «Молодикъ» (1843–1844). 

## Походження
Походив зі старшинсько-козацької родини Слобожанщини Квіток, видатною своїми представниками як у козацький, так і в імперський період. В оповіданні «Заснування Харкова. Старовинний переказ» розкриває історію свого роду. Звісно, це гарна та романтична історія, що не відповідає реальності. За цією історією одного дня, 13 червня 1604, до київського пана Ясенковського прибилися хворий старий з хлопчиком семи-восьми років на ім'я Андрій. За розповідями хлопчика та старого вдалося лише узнати, що батько хлопчика був опальний московський боярин на ім'я Афанасій і мешкали вони в Ризі. Старий невдовзі помирає. Хлопчик так сподобався своєю красою дружині та доньці пана, що вони назвали його «квіткою». Далі життя хлопця пов'язує його з донькою київського воєводи, за якою він доглядав. Йшли роки, росли діти, між дітьми що далі то більше розквітали почуття. Коли батько вирішив одружити свою доньку з іншим, вони потайки одружуються та втікають з Києва на схід. На березі річки Уди Андрій внаслідок вагітності дружини вирішує зостатися. Згодом до них долучаються переселенці з Правобережжя, навколо виростають хутори та села, а місце, де осів Андрій Квітка, стає слободою Основою (нині частина міста Харкова). Саме під керівництвом Андрія Квітки з'явилося місто Харків на місці злиття двох річок, а отець Онуфрій (його знайдений рідний брат Григорій) стає першим керівником духовного життя на Харківщині. Це був прапрадід Григорія Федоровича, що заснував рід Квіток.

## Життєпис
Народився в с. Основа (нині в межах Харкова), у родині колезького радника Федора Івановича та Марії Василівни (при народженні Шидловська) Квіток. Григорій став другою дитиною у родині, раніше у 1774, народився його старший брат Андрій. Його двоюрідною сестрою була поетеса Любов Кричевська.
Здобув домашню освіту, згодом навчався в Курязькій монастирській школі. У родині панувала глибока шана до рідної мови, історії, фольклору, мистецтва. Звичаї в родині відзначалися простотою, тут багато читали, постійними були вистави самодіяльного театру, натхненником яких був Григорій; він сам виконував і головні ролі. Усе це формувало мистецькі смаки юного Квітки, його суспільні погляди, прищеплювало любов до народної поезії, виховувало повагу до простолюду[якого?]. У гостях у родини Квіток часто бував Сковорода, а відомо, що він відвідував лише однодумців. Може, тому Григорій Квітка вивчає напам'ять вірші Сковороди, байки Гулака-Артемовського, цілі уривки з «Енеїди», читає Ломоносова і Мольєра, Жуковського і Сервантеса — взагалі все, що потрапляло йому на очі, любив слухати легенди, повір'я та розповіді про героїчні битви козаків супроти нападників.

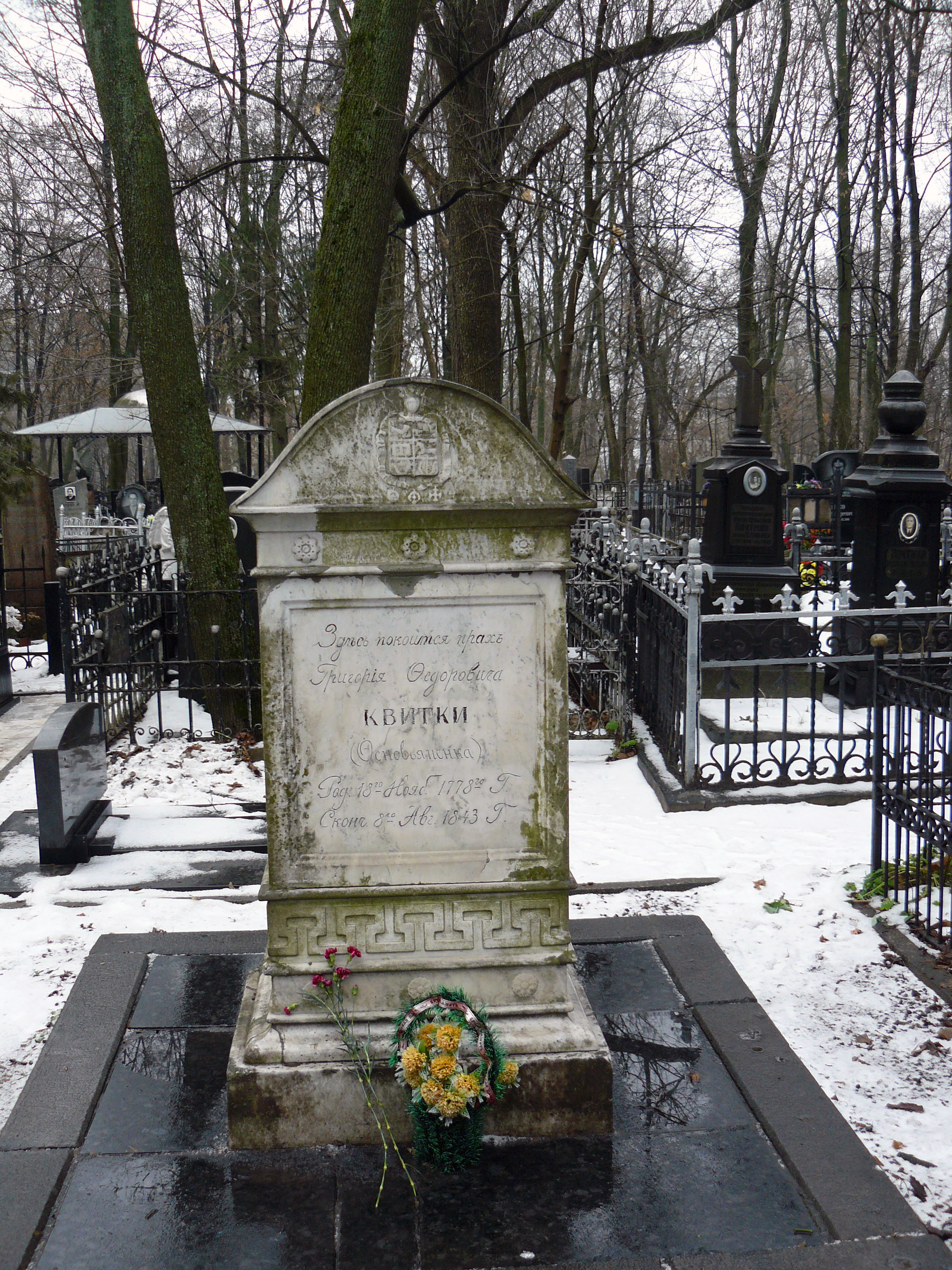
Могила-пам'ятник у Харкові

15-річним юнаком зарахований вахмістром до лейбгвардії кінного полку, не був зазначений «у справах» у департаменті герольдії, у 1796—1797 — ротмістром Сіверського карабінерного та Харківського кірасирського полків. Після відставки близько 10-ти місяців, з червня 1804 до квітня 1805, відбував послух у Курязькому монастирі. У 1806 р. служив у народному ополченні, був повітовим проводирем дворянства (1817—1828), згодом — головою Харківської палати кримінального суду. Став активним діячем громадського й культурного життя Харкова. Його обирали членом Товариства наук при Харківському університеті. Виступив одним із засновників Харківського професійного театру (з 1812 — його перший директор), Благодійного товариства (1812), Інституту шляхетних дівчат (1812), Харківської губернської публічної бібліотеки (ХПБ) (1832—1838). Г. Ф. Квітка-Основ'яненко, як суддя совістного суду, увійшов до складу Комітету піклувальників ХПБ а пізніше, як директор, завідував фінансами, зберігав документацію, розв'язував питання передплати та купівлі періодичних видань та книг, що надсилалися до ХПБ.
Квітка-Основ'яненко був прихильником ідеї вдосконалення суспільства шляхом реформ і впливу на нього засобами літературного й театрального мистецтва. Головним творчим принципом вважав «писання з натури», орієнтацію на живу навколишню дійсність. Виступав з пропагандою народної теми в літературі, був переконаний у позастановій цінності особистості. Свої перші твори друкував у журналі «Украинский Вістник», який видавав у 1816—1817 разом з Р. Гонорським і Є. Філоматським. Писав українською та російською мовами.
Помер 20 серпня 1843 року в Харкові після тяжкої хвороби. Був похований на Холодногірському цвинтарі. У 1930-х роках цвинтар зруйнували, надгробок перенесли до Покровського собору, а згодом — на Другий міський цвинтар.

## Творчість

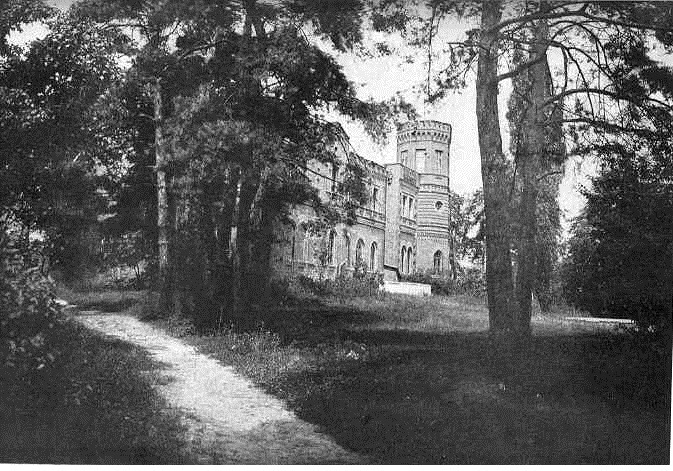
Палац Квіток у слободі Основі. Саме за назвою родинного маєтку взяв Григорій псевдонім

У 1820–1830-их написав низку п'єс російською мовою «Приезжий из столицы, или Суматоха в уездном городе» (написана 1827, надрукована 1840), трилогію про «малороса-хохла» Шельменка (де всі говорять російською, окрім Шельменка, який говорить українською): «Дворянские выборы, часть вторая, или Выбор исправника» (1830), «Шельменко — волостной писарь» (1831) та «Шельменко денщик» (написана 1835, надрукована 1840). тощо. Наприкінці 1830-их Квітка-Основ'яненко почав писати свої п'єси українською мовою, зокрема вже українською він надрукував такі комедійні п'єси, як «Сватання на Гончарівці» (1835), «Бой-жінка» (1840) тощо.
У 1830-их написав та опублікував цілу низку прозових творів російською мовою: повісті та романи «Харківська Ганнуся» (також відома як «Ганнуся»), «Пан Халявский» (1840), «Жизнь и похождения Петра Степанова сына Столбикова» (1841), «Панна сотниковна»; історико-художні та етнографічні нариси «Головатый» (1839), «Украинцы» (1841), «История театра в Харькове» (1841), «1812 год в провинции», так звані фізіологічні нариси «Ярмарка» (1840), «Знахарь» (1841) тощо. Згодом наприкінці 1830-их Квітка-Основ'яненко почав писати свої прозові твори українською мовою, зокрема, вже українською надрукував такі твори: «Салдацький патрет», «Мертвецький великдень», «От тобі і скарб», «Пархімове снідання», «Підбрехач», повісті «Конотопська відьма»), («Маруся» (1834); «Козир-дівка» (1838); «Сердешна Оксана» (1841); «Щира любов» (1839); «Добре роби — добре й буде» (1836); «Божі діти» (1840); «Перекотиполе» (1840) тощо.

## Стиль письма
Український літературознавець Денис Чик пише про типологічну спорідненість повістей та оповідань Квітки-Основ'яненка та творів англійського сентименталізму (романи С. Річардсона, О. Ґолдсміта, Л. Стерна)[джерело?]. Це зумовлено такими закономірностями: зображення «природної людини»; зосередження художньої уваги на розкритті емоційних і почуттєвих переживань героїв, акцентування на довершеності їхнього зовнішнього та внутрішнього світу; сакралізація образів-характерів «природних людей» під впливом головних архетипів (сакральні образи позначені національною своєрідністю); глибокий психологізм (із сентиментальною домінантою екстеріоризації); ідилічний хронотоп психологічної прози письменників-сентименталістів; циклічність життя персонажів та закритість їхнього внутрішнього світу; образ фіктивного оповідача[джерело?].
Однак, на відміну від англійських сентименталістів, Г. Квітка-Основ'яненко акцентував на особливостях національного характеру, специфіці мислення, вірувань, звичаях, побуту, на цінностях та ідеалах українців.

## Значення
Якщо Івана Котляревського вважають зачинателем української поезії з його поемою «Енеїда», першу частину якої надрукували ще в 1798 році, то Григорія Квітку-Основ'яненка вважають зачинателем української прози з його повістю «Маруся», надрукованим ще в 1832 році, й відповідно він має почесне ім'я «батька української прози».
Проза Квітки мала вагоме значення для становлення оповідного дискурсу в українській літературі.
Найкращі твори Квітки-Основ'яненка одними з перших представляли українську літературу європейським читачам. У 1854 в Парижі опубліковано французькою мовою «Сердешну Оксану». Його твори перекладено польською, болгарською, чеською та іншими мовами. З Квіткою-Основ'яненком листувався Тарас Шевченко. Поет давав позитивні відгуки на його твори, присвятив йому вірш «До Основ'яненка» («Б'ють пороги; місяць сходить»; 1839) та виконав ілюстрації «Знахар» і «Панна Сотниківна» до однойменних творів.
На честь Григорія Федоровича названа
Центральна районна бібліотека ім. Г. Ф. Квітки-Основ'яненка ЦБС Холодногірського району м. Харкова — головна бібліотека ЦБС Холодногірського району міста Харкова.

## Перелік творів

### Коротка проза
- «Салдацький патрет» (1833)
- «Підбрехач» (1842)

### Повісті та роман
- «Маруся» (1832)
- «Конотопська відьма» (1833)
- «Козир-дівка» (1838)
- «Пан Халявський» (рос.) (1839)
- «Ганнуся» (рос.) (1839)
- «Сердешна Оксана» (1841)

### Драматична творчість
- Трилогія про малороса-хохла Шельменка
  - «Дворянские выборы, часть вторая, или Выбор исправника» (1830)
  - «Шельменко-волосний писар» (1831)
  - «Шельменко-денщик» (1835; 1840)
- «Сватання на Гончарівці» (1835)

### Статті
- «Супліка до пана издателя» (1833)
- «Листи до любезних земляків» (1839)
- «Головатый (материал для истории Малороссии)» (1839)
- «История театра в Харькове» (1841)
- «Основание Харькова» (1843)

## Екранізації
За його творами знято фільми:
- 1958 : Сватання на Гончарівці
- Шельменко-денщик (1910, 1911, 1912, 1957, 1971)
- 1957 : «Шельменко-денщик», режисер Віктор Іванов
- Відьма (1990) та Конотопська відьма (1987)

Йому присвячено документальні фільми:
- «Григорій Квітка-Основ'яненко» (1979)
- «Квітка-Основ'яненко» (1988).

## У літературі
Дитячі роки Григорія описані в книзі «Андрусяк Іван про Дмитра Туптала (святого Димитрія Ростовського), Григорія Квітку-Основ'яненка, Тараса Шевченка, Ніла Хасевича, Олексу Довбуша».
Шевченко має вірш «До Основ'яненка», присвячений письменникові.

## Вшанування пам'яті
- До 1917 року в Харкові існувало 28-е Приходське училище в ім'я Квітки-Основ'яненка.[11]
- Ім'ям письменника у 1978 названо вулицю поблизу старого Харківського університету (колишній Уфимський провулок).
- На вулиці Квітки-Основ'яненка у Харкові встановлений в 1994 пам'ятник Григорію Федоровичу Квітці-Основ'яненку, створений скульптором Семеном Якубовичем і архітектором Юрієм Шкодовським.
- У Харкові є парк імені Квітки-Основ'яненка, розташований в історичному районі Стара Основа. До цього парку раніше примикала садиба родини Квіток. Це був їхній родовий маєток. Будівля втрачена, парк у значній частині вирубаний під приватну забудову.
- У 2003 році Укрпошта випустила марку Григорій Квітка-Основ'яненко.
- У 2008 роки в серії «Видатні особистості України» Національним банком України була випущена монета номіналом у 2 гривні, присвячена Г. Квітці-Основ'яненку. Автор ескізів і моделей — Володимир Атаманчук.
- 29 листопада 2018 року на державному рівні в Україні відзначається пам'ятна дата — 240 років з дня народження Григорія Квітки-Основ'яненка (1778—1843), письменника, громадського діяча.[12]
- Вулиця Квітки-Основ'яненка у містах України.

## Галерея

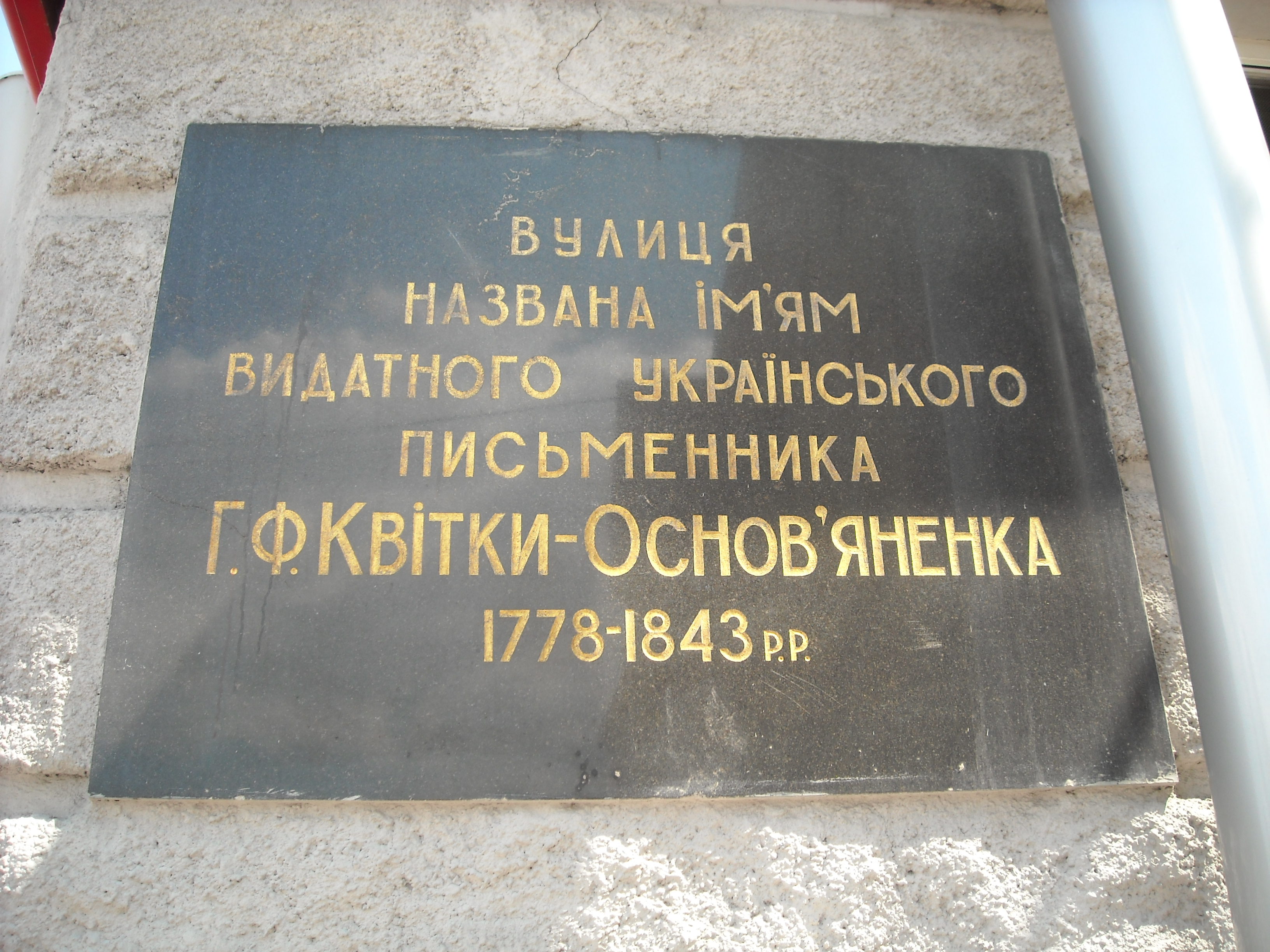
Пам'ятна дошка на вулиці Квітки-Основ'яненка в Харкові
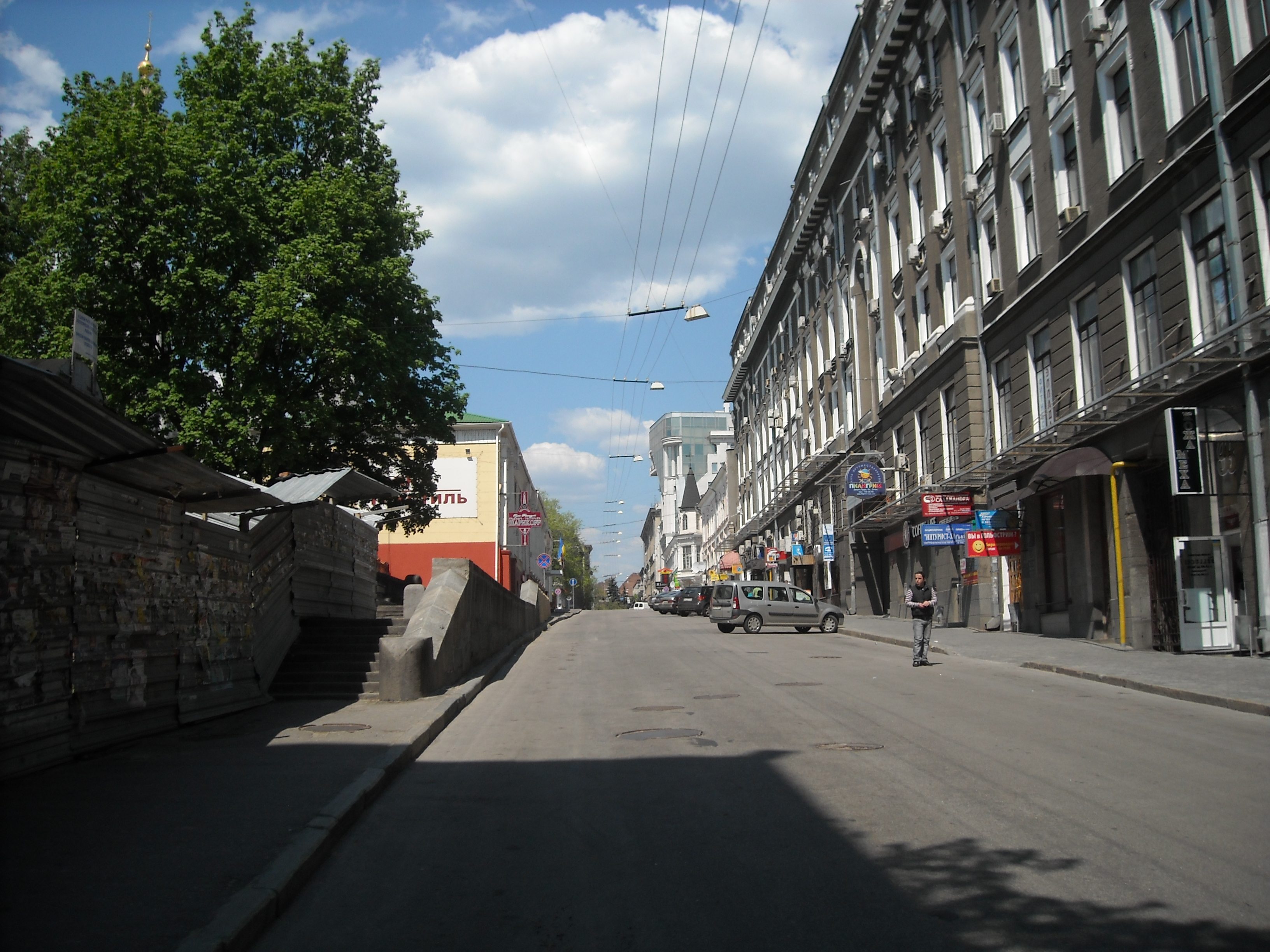
Вулиця Квітки-Основ'яненка в Харкові
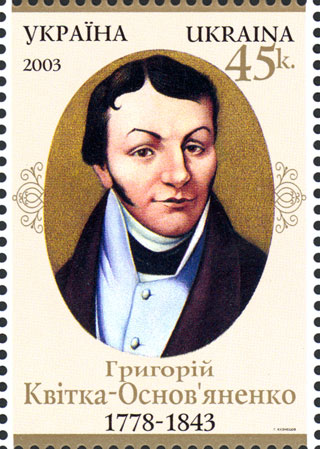
Марка Укрпошти 2003 року
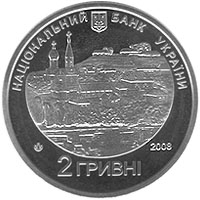
Монета України 2 гривні. Григорій Квітка-Основ'яненко. 2008. Аверс
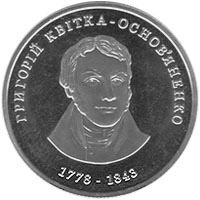
Монета України 2 гривні. Григорій Квітка-Основ'яненко. 2008. Реверс

### Видання творів
- Квітка-Основ'яненко Г. Ф. Твори у восьми томах. — К. : Дніпро, 1968—1970.
- Квітка-Основ'яненко Г. Ф. Зібрання творів у семи томах. — К. : Наукова думка, 1978—1981.
- Квітка-Основ'яненко Г. Ф. Твори в шести томах. — К. : Державне видавництво художньої літератури, 1956.
- Квітка-Основ'яненко Г. Твори Григорія Квітки-Основ'яненка. Т. 2 : Повісти ; Драматичні твори. — Львів: б. в., 1913. — 552 с. [Архівовано 27 Вересня 2018 у Wayback Machine.]
- Квітка-Основяненко Г. Ф. Твори Григорія Квітки-Основяненка. Т. 1 / під ред. з прим. біогр. та іст.-літ. начерком Вас. Бойка. — У Києві: Криниця, 1918. — 1918. — LXXVI, 118, XXIX, 1 с., 1 арк. портр. [Архівовано 6 Березня 2019 у Wayback Machine.]
- Квітка-Основ'яненко Г. Сватання на Гончарівці: повісті, п'єси / Григорій Квітка-Основ'яненко. — Харків: Фоліо, 2008. — 349, 2 с. — (Українська класика). [Архівовано 24 Вересня 2020 у Wayback Machine.]
- Квітка-Основ'яненко Г. Маруся: повісті та оповідання, драм. твори / Григорій Квітка-Основ'яненко. — Харків: Фоліо, 2013. — 600, 2 с. : іл. — (Шкільна бібліотека української та світової літератури). [Архівовано 8 Серпня 2020 у Wayback Machine.]
- Квітка-Основ'яненко Г. Конотопська відьма / Григорій Квітка-Основ'яненко. — Харків: Фоліо, 2013. — 201, 2 с. — (Шкільна бібліотека української та світової літератури). [Архівовано 18 Вересня 2020 у Wayback Machine.]
- Квітка-Основ'яненко Г. Ф. Шельменко-денщик: комедія на 5 дій / Г. Ф. Квітка (Основ'яненко). — Київ: Мистецтво, 1948. — 83 с. — (Бібліотека української драматургії). [Архівовано 12 Серпня 2020 у Wayback Machine.]
- Квітка-Основ'яненко, Г. Ф. Твори. Т. 1 : Українські повісті / Г. Ф. Квітка-Основ'яненко. — Харків: Держ. вид-во України, 1929. — 517, 1 с. — (Бібліотека українських класиків). [Архівовано 7 Серпня 2020 у Wayback Machine.]
- Квітка-Основ'яненко Г. Ф. Твори. Т. 3 : Пан Халявский / Г. Ф. Квітка-Основ'яненко ; ред., вступ. ст. і прим. І. Айзенштока. — Б. м. : Держ. вид-во України, 1928. — XLVII, 377, 2 с. — (Праці Інституту Тараса Шевченка). [Архівовано 19 Травня 2019 у Wayback Machine.]
- Квітка-Основ'яненко Г. Вибрані твори / Г. Квітка-Основ'яненко. — Київ: Держ. літ. вид-во, 1939. — 344 с. — (Шкільна бібліотека). [Архівовано 26 Вересня 2020 у Wayback Machine.]
- Квітка-Основ'яненко Г. Сватання на Гончарівці: укр. опера на три дії / Г. Квітка-Основ'яненко. — Київ: Держ. літ. вид-во, 1937. — 98 с. — (Театральна бібліотека). [Архівовано 5 Серпня 2020 у Wayback Machine.]
- Квітка-Основ'яненко Г. Ф. Маруся: повість / Квітка-Основяненко. — Харків: Рух, 1918. — 70, II с. [Архівовано 9 Серпня 2020 у Wayback Machine.]
- Квітка-Основ'яненко Г. Сватанє на Гончарівці / Грицько Квітка-Основ'яненко. — Jersey City: З друк. «Свободи», 1919. — 75, 5 с. [Архівовано 18 Вересня 2020 у Wayback Machine.]
- Квітка-Основяненко Г. Ф. Твори Григорія Квітки-Основяненка. Т. 1 / під ред. з прим. біогр. та іст.-літ. начерком Вас. Бойка. — У Києві: Криниця, 1918. — 1918. — LXXVI, 118, XXIX, 1 с., 1 арк. портр. [Архівовано 6 Березня 2019 у Wayback Machine.]
- Квітка-Основ'яненко Г. Ф. Вибрані твори. — К. : Молодь, 1983. — 328 с. — (Шкільна бібліотека)

### Дослідження творів
- Айзеншток І. До соціології повістей Квітчиних: (На 150 роковини народження письменника) / Ієремія Айзеншток // Червоний шлях. — 1928. — № 12 (69). — С. 133—149.
- Бабич Н. Д. Средства воплощения авторского замысла в романе Г. Квитки-Основьяненко «Пан Халявский» / Н. Д. Бабич // Вопросы русской литературы: [респ. межведомственный науч. сб.]. — Львов: Изд-во при Львов. гос. ун-те, 1989. — Вып. 2 (54). — С. 88—96.
- Бернадська Н. І. Український роман: теоретичні проблеми і жанрова еволюція: монографія / Ніна Іванівна Бернадська. — К. : Академвидав, 2004. — 368 с.
- Білецький О. І. Українська проза першої половини ХІХ ст. : (від Г. Квітки до прози «Основи») // Вибр. твори в двох томах: від давнини до сучасності: [зб. пр. з питань української літератури] / Олександр Іванович Білецький. — К. : Держлітвидав, 1960. — Т. 1. — С. 231—282.
- Бовсунівська Т. В. Історія української естетики першої половини ХІХ століття / Тетяна Володимирівна Бовсунівська.  — К. : Вид. дім Дмитра Бураго, 2001. — 344 с.
- Бойко В. Життя та літературна творчість Г. Квітки-Основ'яненка / Василь Бойко // Квітка-Основ'яненко Г. Твори / Григорій Квітка-Основ'яненко. — К. : Криниця, 1918. — Т. 1. — С. VII—LXXVI.
- Борзенко О. І. Художній світ української прози Г. Квітки-Основ'яненка: автореф. дис. на здобуття наук. ступеня канд. філол. наук: спец. 10.01.01 «Українська література» / О. І. Борзенко. — Х., 1996. — 24 с.
- Борзенко О. І. Сентиментальна «провінція»: (Нова українська література на етапі становлення) / Олександр Іванович Борзенко. — Харків: Харків. націон. ун-т ім. В. Н. Каразіна, 2006. — 322 с.
- Буторіна Н. Національні мотиви у творчості Григорія Квітки-Основ'яненка / Ніна Буторіна // Слово і Час. — 2005. — № 6. — С. 76—79.
- Вербицька Є. Г. Г. Ф. Квітка-Основ'яненко: життя і творчість / Вербицька Є. Г. — Харків: Харків. ун-т, 1968. — 154 с.
- Вільна Я. В. Історико-літературний феномен критичної інтерпретації творчості Г. Квітки-Основ'яненка: [монографія] / Ярослава Володимирівна Вільна. — К. : Альтерпрес, 2005. — 300 с.
- Возняк М. Григорій Квітка-Основ'яненко: життя і творчість / Михайло Возняк. — К. : Держ. вид-во худ. літератури, 1946. — 94 с.
- Волинський П. Г. Ф. Квітка-Основ'яненко / П. Волинський // Квітка-Основ'яненко Г. Ф. Вибрані твори / Квітка-Основ'яненко Г. Ф. — К. : Держ. вид-во худ. літ., 1949. — С. 3—15
- Волинський П. К. Розвиток літературних напрямів в українській літературі ХІХ ст. // З творчого доробку / Волинський П. К. — К. : Дніпро, 1973. — С. 3—38.
- Гончар О. І. Григорій Квітка-Основ'яненко: літературний портрет / Олексій Іванович Гончар. — К. : Дніпро, 1964. — 146 с.
- Гончар О. Г. Квітка-Основ'яненко: життя і творчість / Олексій Гончар. — К. : Наук. думка, 1969. — 365 с.
- Гончар О. Українська література передшевченківського періоду і фольклор / Олексій Гончар. — К. : Наук. думка, 1982. — 312 с.
- Гончар О. І. Просвітительський реалізм в українській літературі: жанри та стилі / Олексій Іванович Гончар. — К. : Наук. думка, 1989. — 176 с.
- Горболіс Л. М. Проблема національного характеру у творчості Г. Квітки-Основ'яненка: автореф. дис. на здобуття наук. ступеня канд. філол. наук: спец. 10.01.02 «Українська література»  / Л. М. Горболіс. — К., 1995. — 20 с.
- Денисюк І. О. Г. Квітка-Основ'яненко — зачинатель малих форм нової української прози / І. О. Денисюк // Зб. тез доповідей і повідомлень республіканської наук. конф., присвяченої 200-річчю з дня народження класика української літератури Г. Ф. Квітки-Основ'яненка / МВ ССОУ, СРПУ, ХДУ, Ін-т літератури АН УРСР, Ін-т мовознавства АН УРСР, Ін-т мистецтвознавства, фольклору та етнографії АН УРСР. — Харків: [Б. в.], 1978. — С. 23—24.
- Дорошкевич О. К. Г. Ф. Квітка-Основ'яненко // Реалізм і народність української літератури ХІХ ст. / Олександр Костянтинович Дорошкевич. — К. : Наук. думка, 1986. — С. 11—26.
- Жадько В. О. Український некрополь. — К : 2005. — С. 195.
- Зеров М. Григорій Квітка-Основ'яненко // Лекції з історії української літератури: (17981870) / Микола Зеров ; [під ред. Д. В. Ґорзлін і О. Соловей]. — [Б. м.]: Канадійський ін-т укр. студій ; Мозаїка, 1977. — С. 54—66.
- Зубков С. Григорій Квітка-Основ'яненко: життя і творчість / Сергій Зубков. — К. : Дніпро, 1978. — 368 с.
- Зубков С. Д. Русская проза Г. Ф. Квитки и Е. П. Гребенки в контексте русско-украинских литературных связей / Сергей Дмитриевич Зубков. — К. : Наук. думка, 1979. — 272 с.
- Кичигін В. П. Від народнопоетичних форм до художнього цілого повісті: («Салдацький патрет» Г. Квітки-Основ'яненка) / В. П. Кичигін // Розвиток жанрів в українській літературі ХІХ — початку ХХ століття / [відп. ред. М. Т. Яценко]. — К. : Наук. думка, 1986. — С. 49—67.
- Костомаров М. Обзор сочинений, писанных на малороссийском языке // Слов'янська міфологія: [вибр. пр. з фольклористики й літературознавства] / Микола Костомаров. — К. : Либідь, 1994. — С. 280—296.
- Лімборський І. В. Сентименталізм в українській літературі: (перша половина ХІХ ст.): автореф. дис. на здобуття наук. ступеня канд. філол. наук: спец. 10.01.02  «Українська література» / І. В. Лімборський. — К., 1995. — 18 с.
- Лімборський І. Західноєвропейське просвітництво XVIII ст. і українська література / Ігор Лімборський // Зарубіжна літ. в навчальних закладах. — 1996. — № 12. — С. 34—40.
- Лімборський І. В. «Природна людина» на рандеву з цивілізованими шахраями / І. В. Лімборський // Зарубіжна літ. в навчальних закладах. — 2000. — № 10. — С. 32—35.
- Лімборський І. Цінуючи чуттєву природу людини. Український літературний сентименталізм у контексті європейських літератур / Ігор Лімборський // Укр. мова й літ. в середніх школах, гімназіях, ліцеях та колегіумах. — 2002. — № 5. — С. 32—38.
- Лімборський І. Сентименталізм / Ігор Лімборський // Історія української літератури ХІХ століття: [у 2 кн. : підручник для студ. філол. спеціальностей вищ. навч. закл. / за ред. акад. М. Г. Жулинського] / [М. Г. Жулинський, М. П. Бондар, О. І. Гончар та ін.]. — К. : Либідь, 2005. — Кн. 1. — 2005. — С. 204—229.
- Лімборський І. «Чутливе серце» і «незіпсована природа» як моделі художнього мислення / Ігор Лімборський // Укр. літ. в загальноосвітній школі. — 2005. — № 7. — С. 12—20.
- Лімборський І. Європейське та українське Просвітництво: незавершений проект? Реінтерпретація канону і спроба компаративного аналізу літературних парадигм / Ігор Лімборський ; [відп. ред. Д. С. Наливайко]. — Черкаси: ЧДТУ, 2006. — 363 с.
- Лімборський І. В. Творчість Григорія Квітки-Основ'яненка: генеза художньої свідомості, європейський контекст, поетика / Ігор Валентинович Лімборський. — Черкаси: Брама-Україна, 2007. — 108 с.
- Мілованова В. В. Ідеї та естетика Просвітництва у прозі Г. Ф. Квітки-Основ'яненка / В. В. Мілованова // Актуальні проблеми слов'янської філології / [міжвуз. зб. наук. ст. / редкол. : В. О. Соболь (відп. ред.) та ін.]. — К. — Ніжин: Аспект-Поліграф, 2006. — Вип. 11 : лінгвістика і літературознавство. — С. 53—59.
- Нахлік Є. К. Українська романтична проза 20—60-х років ХІХ ст. / Євген Казимирович Нахлік. — К. : Наук. думка, 1988. — 320 с.
- Новиков А. Український театр і  драматургія: від найдавніших часів до початку ХХ ст.: монографія / Анатолій Новиков. — Харків: Харківське історико-філологічне товариство, 2015. — 412 с.
- Петренко П. Григорій Квітка / П. Петренко. — Харків: Література і мистецтво, 1931. — 188 с.
- Романенко В. «Пан Халявский» и его автор / В. Романенко // Квитка-Основьяненко Г. Ф. Пан Халявский: [роман] / Григорий Федорович Квитка-Основьяненко. — М. : Худож. лит., 1971. — С. 3—14. — (Народная библиотека).
- Сулима-Блохина О. Квітка і Куліш — основоположники української новелі // Вибране: поезії, новелістика, наукові та публіцистичні розвідки / Олександра Сулима-Блохина. — К. : Вид-во ім. Олени Теліги, 1995. — С. 159—250.
- Ткачук М. П. Наративні моделі українського письменства / Микола Платонович Ткачук. — Тернопіль: ТНПУ, Медобори, 2007. — 464 с.
- Трофименко В. В. Творчість Г. Ф. Квітки-Основ'яненка і західноєвропейська просвітительська естетика / Вікторія Василівна Трофименко. — Суми: СДПУ, 2000. — 38 с.
- Трофименко В. В. Літературно-естетичні погляди та творча практика Г. Ф. Квітки-Основ'яненка в контексті просвітительської естетики: автореф. дис. на здобуття наук. ступеня канд. філол. наук: спец. 10.01.01 «Українська література» / В. В. Трофименко. — К., 2001. — 20 с.
- Турчин М. Філософська повість на Україні: (Нетрадиційний погляд на повість «Маруся» Г. Ф. Квітки-Основ'яненка) / Марія Турчин // Укр. мова та літ. в школі. — 1993. — № 11. — С. 46—50.
- Ушкалов Л. Есеї про українське бароко / Леонід Ушкалов. — К. : Факт—Наш час, 2006. — 284 с. — (Серія «Висока полиця»).
- Франко І. Нарис історії українсько-руської літератури до 1890 р. // Зібрання творів в 50-ти томах / Іван Франко. — К. : Наук. думка, 1976—1986. — Т. 41. — 1984. — С. 194—470.
- Чалый Д. «Пан Халявский» / Дмитрий Чалый // Квитка-Основьяненко Г. Пан Халявский / Григорий Квитка-Основьяненко. — К. : Держлітвидав України, 1954. — С. 251—266.
- Чалий Д. В. Становлення реалізму в українській літературі: перша половина ХІХ ст. / Дмитро Васильович Чалий. — К. : Худож. літ., 1956. — 422 с.
- Чалий Д. Г. Ф. Квітка-Основ'яненко: (Творчість) / Дмитро Чалий. — К. : Держлітвидав, 1962. — 206 с.
- Чижевський Д. І. Історія української літератури / Дмитро Іванович Чижевський. — К. : Академія, 2003. — 568 с. — (Альма-матер).
- Чик Д. Ч. Проза Г. Квітки-Основ'яненка і англійський сентименталізм: дис. … канд. філол. наук : 10.01.05 / Чик Денис Чабович ; Терноп. нац. пед. ун-т ім. В. Гнатюка. — Т., 2008. — 207 арк.
- Чик Д. Pacatamente: християнська моральність жіночого образу в прозі Г. Квітки-Основ'яненка і С. Річардсона / Денис Чик // Наукові записки. Серія: літературознавство ; за ред. проф. М. Ткачука. — Тернопіль: ТНПУ, 2009. — Вип. 26. — С. 287—296.
- Чик Д. «Світ навпаки»: поетика карнавалізованої романістики Г. Квітки-Основ'яненка / Денис Чик // Література. Фольклор. Проблеми поетики: [зб. наук. праць / редкол. : Г. Ф. Семенюк (гол. ред.), А. В. Козлов (відп. ред.) та ін.]. — К. : Твім інтер, 2009. — Вип. 33. — Ч. 2. — С. 409—416.
- Чик Д. Ч. Рецепція роману  В. Скотта «The Heart of Mid-Lothian» у повісті Г. Квітки-Основ'яненка «Козир-дівка» / Д. Ч. Чик // Наукові записки. Серія «Філологічна». Матеріали міжнародної науково-практичної конференції 22-23 квітня 2010 року «Міжкультурна комунікація: мова — культура — особистість». — Острог: Національний ун-т «Острозька академія», 2010. — Вип. 15. — С. 304—312.
- Чик Д. Ч. Пародіювання топосу готичного замку у прозі Г. Квітки-Основ'яненка та Дж. Остен // Актуальні проблеми слов'янської філології: Лінгвістика та літературознавство: [міжвуз. зб. наук. ст. / гол. ред. В. А. Зарва]. — Бердянськ: Бердянський державний педагогічний університет, 2010. — Вип. ХХІІІ. — Ч. IV. — С. 39—47.
- Чик Д. Ч. Ревізія готичної містики у прозі Ф. Ґрільпарцера і Г. Квітки-Основ'яненка // Питання літературознавства: науковий збірник: [гол. ред. О. В. Червінська]. — Чернівці: Чернівецький національний університет, 2011. — Вип. 83. — С. 270—277.
- Чик Д. Ч. Жанр фейлетону у творчості Г. Квітки: проблематика і поетика // Вісник Луганського національного університету імені Тараса Шевченка: Філологічні науки ; [гол. ред. В. С. Курило]. — 2013. — № 4 (263). — Ч. ІІ. — С. 84—92.
- Чик Д. Ч. Sine prece, sine pretio, sine poculo?: вибори як подія в сюжеті «роману великої дороги» Г. Квітки-Основ'яненка та Ч. Дікенса // Волинь філологічна: текст і контекст. Українська література як художній феномен: зб. наук. пр. / упоряд. В. Г. Сірук. — Луцьк: Вежа-Друк, 2015. — Вип. 19. — С. 289—300.
- Шубравський В. Є. Від Котляревського до Шевченка: проблема народності української літератури / Василь Єфремович Шубравський ; [відп. ред. Є. П. Кирилюк]. — К. : Наук. думка, 1976. — 292 с.
- Яценко М. Т. Питання реалізму і позитивний герой в українській літературно-естетичній думці першої половини ХІХ ст. / Михайло Трохимович Яценко. — К. : Наук. думка, 1979. — 335 с.
- Возняк М. Григорій Квітка-Основ'яненко: життя і творчість / Михайло Возняк. — Київ: Держ. літ. вид-во, 1946. — 94 с. [Архівовано 21 Жовтня 2020 у Wayback Machine.]